# Kaciulka, Kărdjali
Kaciulka (în bulgară Качулка) este un sat în comuna Krumovgrad, regiunea Kărdjali,  Bulgaria. 

## Demografie
Componența etnică a satului Kaciulka
     Turci (60%)
     Nicio identificare (40%)
     Altele (0%)
La recensământul din 2011, populația satului Kaciulka era de 30 locuitori. Din punct de vedere etnic, majoritatea locuitorilor (60%) erau turci. Pentru 40% din locuitori nu este cunoscută apartenența etnică.